# Emmerich Donau
Emmerich Markus Donau (* 24. Oktober 1922 in Leoben; † 24. Juni 2007 in Wien) war ein österreichischer Architekt.

## Leben und Wirken

### Familie, Ausbildung und beruflicher Einstieg
Emmerich Donau wurde am 24. Oktober 1922 als Sohn des Malermeisters Emmerich Josef Donau (* 23. Juli 1896 in Leoben; † 23. April 1972 ebenda) und dessen Ehefrau, der Verkäuferin Stefanie (geborene Mitteregger; * 28. November 1900 in Zeltweg), in Leoben geboren und am 31. Oktober 1922 auf den Namen Emmerich Markus getauft. Seine Eltern hatten am 24. September 1921 in Leoben geheiratet. Zum Zeitpunkt seiner Geburt lebte die Familie in der Langgasse Nr. 7, nahe dem Zentrum von Leoben. Der Vater gehörte neben seiner Tätigkeit als Maler unter anderem dem Männergesangsverein Judendorf-Leoben als Mitglied und Sangrat an. Seinen Malerbetrieb führte der Vater auf der Adresse Franz-Josef-Straße 6 im Stadtviertel Josefee, wo die Familie auch jahrzehntelang lebte. Nach Abschluss seiner allgemeinen Schulausbildung begann er seine Berufslaufbahn, die er jedoch aufgrund des Zweiten Weltkriegs frühzeitig unterbrechen musste. Nachdem er seinen Kriegsdienst versehen hatte und Kriegsgefangenschaft geraten war, begann der Heimkehrer 1947 ein Studium an der Technischen Hochschule Graz. Sein Studium bei Friedrich Zotter und Karl Raimund Lorenz schloss er 1949 als Diplom-Ingenieur ab und öffnete bereits 1950 ein eigenes Büro in Leoben. Beim ebenfalls 1950 begonnenen Bau der Leobener Oberlandhalle (nach Plänen von Fritz Hodnik) übernahm Emmerich Donau junior die örtliche Bauleitung und Emmerich Donau senior zeigte sich mit seinem Unternehmen für die Maler- und Anstreicherarbeiten verantwortlich.

### Planung und Bau der Volksschule Leitendorf
Donau avancierte zu einem der wichtigsten Architekten der 1950er Jahre in der Steiermark und zeigte sich mit vorbildhaften Beispielen für den modernen österreichischen Schulhausbau verantwortlich. Dazu zählen die zwischen 1951 und 1954 errichtete Volksschule Leitendorf, als sogenannten Gangschule, im Leobener Stadtteil Leitendorf oder auch der 1955/56 erbaute Komplex der Leobener Berg- und Hüttenschule (heute HTL Leoben) als Stahlskelettbau mit Vorhangfassade aus Blech. Im Rahmen des von der Stadtgemeinde ausgeschriebenen beschränkten Wettbewerbs zum Bau der Leitendorfer Volksschule, bei dem Donaus Entwurf den ersten Platz belegte, reichten insgesamt sechs Architekten ihre Entwürfe ein. An zweiter und gleicher Stelle wurde der Entwurf des aus Kindberg stammenden Franz Schlacher unter Mitarbeit von Hans Zitter gewählt. Aufgrund der gleichen Stelle lag es an der Stadtgemeinde sich entweder für den Entwurf Donaus bzw. Schlachers zu entscheiden, woraufhin die Wahl auf den aus Leoben stammenden Architekten fiel. Den dritten Platz belegte eine Planung von Ernst Rottleuthner und dessen Ehefrau Herta. Die Schule wurde in weiterer Folge auf Grundstücken, die zuvor durch die Stadt von den Familien van der Straten und Gasteiger erworben worden waren, errichtet. Auf dem Gelände der heutigen Schule waren auch nach dem Zweiten Weltkrieg noch jahrelang Baracken eines Umsiedlerlagers gestanden.
Donaus Entwurf sah für die gemischte Schule zwölf Klassenzimmer, einen Turnsaal sowie zahlreiche Nebenräume wie etwa eine Schulzahnklinik vor. Das eigentliche Schulgebäude wurde so angeordnet, dass die Klassenzimmer nach Süd-Ost hin ausgerichtet wurden, während der durchgehende Gang auf der Nordseite mit dem Haupteingang zum Komplex anschloss. Der Gang mit einer Reihe von Nebenräumen sollte einen Verbindungsgang zum gegenüberliegenden Turnsaal darstellen. Das Erdgeschoß sollte einen für sich abgeschlossenen Vortragsraum, einen Jugendklubraum (mit Zugang zum gartenartigen Hof), eine Lehrküche, die bereits erwähnte Zahnklinik (mit angeschlossenem Schularztraum) und eine Ausweichklasse für gerade in Zahnbehandlung befindliche Schüler, die sogenannte Zahnklasse, beherbergen. Der Entwurf sah auch eine räumliche Trennung des Turnplatzes vom Pausenplatz vor, wobei auch der Turnsaal so konzipiert werden sollte, dass dieser auch von Sportvereinen genutzt werden konnte. Die Unterbringung der Klassenzimmer war für die beiden oberen Stockwerke des dreigeschoßigen Gebäudeteils vorgesehen. Ein Zeitungsartikel aus Oktober 1952 bezifferte die Baukosten der Schule, die zum Zeitpunkt ihrer Fertigstellung als die modernste der Steiermark bezeichnet wurde, auf 7,6 Millionen Schilling. Die Volksschule Leitendorf steht seit 2022 unter Denkmalschutz und wird ab 2025 saniert und zu einem neuen Bildungszentrum für zwei Schulen erweitert.

### Weitere Bauprojekte in den 1950er Jahren
Einer seiner frühen Mitarbeiter war von 1956 bis 1962 der später in Graz ansässige Architekt Eilfried Huth, mit dem er an zahlreichen Projekten in Leoben arbeitete und mit dem er auch an der Bergbauausstellung Leoben (1962) beteiligt war. Donau zeigte sich 1952 für die Planung des unter anderem von der steiermärkischen Landesregierung subventionierten ostseitigen Zubaus bei der auf 1582 Metern Höhe gelegenen Leobner Hütte, am Osthang des zum Gemeindegebiet von Vordernberg gehörenden Polsters, verantwortlich. Am 5. April 1953 heiratete Donau, der während des Zweiten Weltkriegs am 8. Februar 1941 aus der römisch-katholischen Kirche ausgetreten war, in Sattledt eine Elfriede Schmolly. Ebenso 1953 kam es nach Plänen Donaus zu einem Geschäfts- und Portalumbau des am Waasenplatz, an der Ecke zur Waasenstraße (damals Ausläufer der Kärntner Straße), gelegenen Technischen Kaufhauses Leoben. Das Technische Kaufhaus wurde in den 1970er Jahren erweitert, 1990 geschlossen und in den folgenden Jahrzehnten umgebaut, sodass lediglich der abschrägte Eingangsbereich an der Ecke zur Waasenstraße vage an den ursprünglichen Entwurf Donaus erinnert.
Noch im selben Jahr entstand nach seinen Plänen das Portal des damaligen Kaufhauses Gande in der Straußgasse 10, bei dem er eloxiertes Aluminium aus Ranshofen (Aluminiumwerke Ranshofen GesmbH), Naturstein aus Hirt und Holz vom im Leobener Stadtteil Göss ansässigen Novopan-Werk verwendete. 
Weiters entstand in den 1950er Jahren nach seinen Plänen der Erweiterungsbau des Städtischen Altersheims im Stadtteil Donawitz, der ebenfalls als Stahlskelettbau geplant und dessen Planung im Herbst 1952 österreichweit ausgeschrieben war. Donau wurde bei der Planung des im Jahre 1954 eröffneten Zubaus vom Städtischen Bauamt unter der Leitung von Architekt Herbert Friedriger unterstützt. Er zeigte sich nicht nur für die Planung des mit drei Obergeschoßen versehenen Gebäudeteils, sondern auch für die Planung der gesamten Innengestaltung (Küchenanlagen, Möbel und dergleichen) verantwortlich. Anstelle des alten Isolierhauses und eines Schuppens entstand eine kleine Parkanlage, die über eine Treppe vom damaligen Speisesaal aus erreicht werden konnte. Die Möblierung, insbesondere die Austro-Sessel, stammten beispielsweise vom Altheimer Möbelfabrikanten Wiesner-Hager.
In seiner Heimatstadt zeigte er sich auch für den 1955 getätigten Um- und Aufbau des Hotels Kindler verantwortlich. Bei dem Beherbergungsbetrieb, der bereits zu Napoleons Zeiten existierte, wurde ein Altbestand durch einen dreistöckigen Neubau im charakteristischen Stil der 1950er Jahre ersetzt. Die aus dem 19. Jahrhundert stammende Front des östlichen, längeren Gebäudeteils blieb zumindest in den oberen beiden Stockwerken erhalten, während die Geschäftsflächen im Erdgeschoß ebenfalls nach Plänen Donaus umgestaltet wurden. Sein Architekturbüro führte der im Haus Franz-Josef-Straße 6 lebende Donau ab den 1950er Jahren auf der Adresse Massenbergstraße 22 in Leoben und hatte seinen Wohnsitz spätestens ab den 1960er Jahren in dem nach seinen Plänen errichteten Wohnhaus auf der Adresse Robert-Koch-Gasse 9 in Leoben.

### Wohn- und GeschäftshausMurdampfer(Seerosenhaus) und andere Projekte der 1960er Jahre
Ebenfalls unter Denkmalschutz gestellt wurde das nach Donaus Plänen zwischen 1957 und 1960 errichtete Wohn- und Geschäftshaus Murdampfer (auch Seerosenhaus genannt) am Beginn des Mareckkais, nahe der Waasenbrücke, mit der Adresse Waasenstraße 1 in Leoben. Es entstand auf dem Gelände des 1955 abgerissenen ehemaligen Bürgerspitals (mit Altersheim), dessen Geschichte bis ins 14. Jahrhundert zurückgeht und das nach 1945 kurzzeitig das Städtische Polizeikommissariat und ab 1948 das Bundespolizeikommissariat Leoben beherbergte. Das 70 Meter lange Gebäude mit einem offenen Sockel und einem zurückgesetzten Dachgeschoß umfasste zum Zeitpunkt der Fertigstellung 41 Wohneinheiten. Hinter dem Wohngebäude entstand zur selben Zeit eine niedrigere zusätzliche Geschäftsfläche (heute Waasenstraße 3). Am Projekt beteiligt waren neben Donau auch noch dessen Mitarbeiter Eilfried Huth und Friedrich Fischer, die sich beide in den frühen 1960er Jahren selbstständig gemacht hatten. Der Entwurf zu diesem Bau war durch eine Besichtigungsreise zur Interbau in Berlin beeinflusst worden. Erst in späteren Jahren wurde der offene Sockel gänzlich geschlossen und durch Geschäftsflächen im Erdgeschoß ergänzt.
Bereits einige Zeit nach Fertigstellung eröffnete hier am 15. September 1961 mit dem forum (oft auch Forum Leoben genannt) ein dreigeschoßiges Kaufhaus der Großeinkaufsgesellschaft österreichischer Consumvereine. Für die Stadt Leoben war es das erste genossenschaftliche Kaufhaus, nachdem die Stadt bereits in den Jahrzehnten zuvor beabsichtigt hatte, ein solches zu eröffnen, was jedoch zwischen den beiden Weltkriegen nicht realisiert werden konnte. Ein Teil des Grundstücks, auf dem das Kaufhaus mit Verkaufsflächen im Tiefparterre, Parterre und 1. Stock stand, wurde von der GÖC nach einer öffentlichen Ausschreibung der Stadt abgekauft, während ein weiterer Teil angemietet wurde. Dadurch erreichte das Kaufhaus eine Gesamtnutzfläche von 1500 m², davon etwa 1100 m² reine Verkaufsfläche. In seiner Geburts- und Heimatstadt entwarf und errichtete Donau weitere Wohn- und Geschäftsbauten (vor allem Gewerbebetriebe für Großunternehmen), darunter ein Verwaltungsgebäude sowie einen Gasthaus- und Hotelbetrieb der Brauerei Göss („Gösser Bräu“; 1962–1964), Textilfabrikanlagen für die Firma Mäser (1964–1965) oder ein Verwaltungs- und Lagergebäude der ADEG. Zwischen 1961 und 1962 übernahm Donau die Verantwortung für die Gestaltung des Studentenheims und Stadtsaals in der Peter-Tunner-Straße 17 in Leoben.
Für die auch in Leoben ansässige Oesterreichisch-Alpine Montangesellschaft entwarf und errichtete Donau für deren Werk in Zeltweg in den Jahren 1959 bis 1961 ein im Stahlskelettbau gehaltenes zwölfgeschoßiges Verwaltungsgebäude. Das Bürogebäude an der Alpinestraße 1, errichtet auf einer vergleichsweise kleinen Grundfläche von 356 m², war das erste Stahlskelett-Hochhaus, das in Österreich realisiert wurde. Ebenso für die ÖAMG entwarf er auch einige Hallen. Gegen Ende des Jahrzehnts kam es zu einer Zusammenarbeit Donaus mit dem in Wien geborenen Architekten Georg Lippert, mit dem er anstelle des 1960/61 abgerissenen Wiener Stadttheaters zwischen 1967 und 1969 das Haus des Buches der Stadt Wien und das dahinter angegliederte Studentenheim Vindobona, ein sogenanntes Adolf-Schärf-Studentenheim, an der Kreuzung Laudongasse/Skodagasse/Daungasse errichtete. Bauherr des Gebäudes der Städtischen Bibliothek, deren Funktion mit der Eröffnung der Hauptbücherei 2003 verloren ging und heute als Zentrale der Musikschulen der Stadt Wien dient, war die Stadt Wien. Auftraggeber des dahinterliegenden Studentenheimes, das noch heute (Stand: 2025) als solches in Betrieb ist und zu dem ein baulicher Zusammenhang besteht, war die Vindobona Siedlungsgenossenschaft.

### Errichtung des City Kaufhauses in Leoben
In den 1970er Jahren übernahm Donau noch einmal die Verantwortung für ein bedeutendes Bauprojekt in seiner Heimatstadt. Beim sogenannten Durchbruch, der ab 1889 entstanden war und die notwendige Verbindung zwischen der inneren Stadt und dem Stadtviertel Josefee bis hin zum Bahnhof darstellte, ließ er nach seinen Plänen von 1971 bis 1973 das damalige City Kaufhaus errichten. Als Bauherrin trat die in Linz ansässige DOMUS Grundstücks- und Vermögensgesellschaft m.b.H. in Erscheinung, nachdem vorangegangene Verhandlungen mit dem Versandhandelsunternehmen Quelle gescheitert waren.  Mit der Errichtung wurde das 83 Jahre alte Durchbruchsproblem gelöst, das jahrzehntelang als Schandfleck Leobens gegolten hatte. Nachdem in den Jahrzehnten mehrfach versucht worden war, eine Lösung für den Durchbruch zu finden, hatte die Stadt 1966 erneut einen Wettbewerb ausgeschrieben, um die verschiedenartigen, städtebaulichen Räume der Altstadt und des Josefees durch Einführung eines sogenannten „Schwellenbezirks“ miteinander zu verbinden. Bei diesem Wettbewerb ging Donau als eigentlicher Gewinner hervor, das Team Eilfried Huth und Günther Domenig belegten mit ihrem Entwurf den zweiten Platz und das Architekturbüro Ilgerl, Peneff und Walch den dritten Platz. Der Entwurf Donaus scheiterte jedoch am Ende, da die formale Qualität des Projekts nicht den städtebaulichen Vorzügen entsprach und die von Donau geplante Tiefgarage verkehrsmäßig nicht vertretbar war. Danach vergingen weitere sechs Jahre, ehe das von Donau vorgeschlagene Projekt in abgewandelter Form doch noch zur Umsetzung gelang. Donau selbst war im Frühjahr 1972 mit der Planung und Bauleitung des Großbauvorhabens beauftragt worden.
Ab 6. Juni 1972 wurde der in den 1930er Jahren provisorisch mit Verkaufslokalen ergänzte Abschnitt des Durchbruchs abgerissen und das in Stahlskelettbauweise gehaltene Kaufhaus am 6. November 1973 nach eineinhalbjähriger Bauzeit eröffnet. Das Projekt, dessen Baubeginn am 4. September 1972 erfolgte, umfasste eine verbaute Fläche von 1.304 m² sowie einen umbauten Raum von 28.300 m³ und kostete rund 52 Millionen Schilling. Der geplante Fertigstellungstermin war vor Baubeginn mit 14. September 1973 angeführt worden. Es entstand dabei eine Verkaufsfläche zwischen 3.500 m² und 4.500 m², verteilt auf ein Untergeschoß, drei Obergeschoße und ein zurückgesetztes Dachgeschoß. Knapp 26 Jahre später, am 30. September 1999, wurde das City Kaufhaus geschlossen, nachdem Umsätze ausgeblieben waren und die Mitarbeiteranzahl seit der Eröffnung von rund 200 auf 38 Beschäftigte, darunter 18 Vollzeitkräfte, zurückgegangen war. Einige Zeit nach der Schließung des Kaufhauses wurde der Stahlbau teilweise zurückgebaut, die charakteristischen Steinplatten, die als Fassadenelemente gedient und dem Objekt den Charme der 1970er Jahre verliehen hatten, entfernt. Durch das Entfernen und Ergänzen von konstruktiven Elementen sowie die Integration einer Glasfassade erhielt der von Boris Podrecca geplante Neubau (bzw. Umbau) ein vollkommen neues Erscheinungsbild. Der Umbau des City Kaufhauses wurde 2002 mit dem Geramb-Dankzeichen für Gutes Bauen ausgezeichnet. Im Zuge dieser Wahl wurden auch der wenige Jahre zuvor unter Podrecca neu gestaltete Hauptplatz, das gegenüberliegende und ebenfalls kurz zuvor umgebaute Steinadlerhaus sowie der von Donau entworfene Vorgängerbau mit einem Geramb-Dankzeichen ausgezeichnet.

### Weitere Leobener Bauprojekte der 1970er Jahre

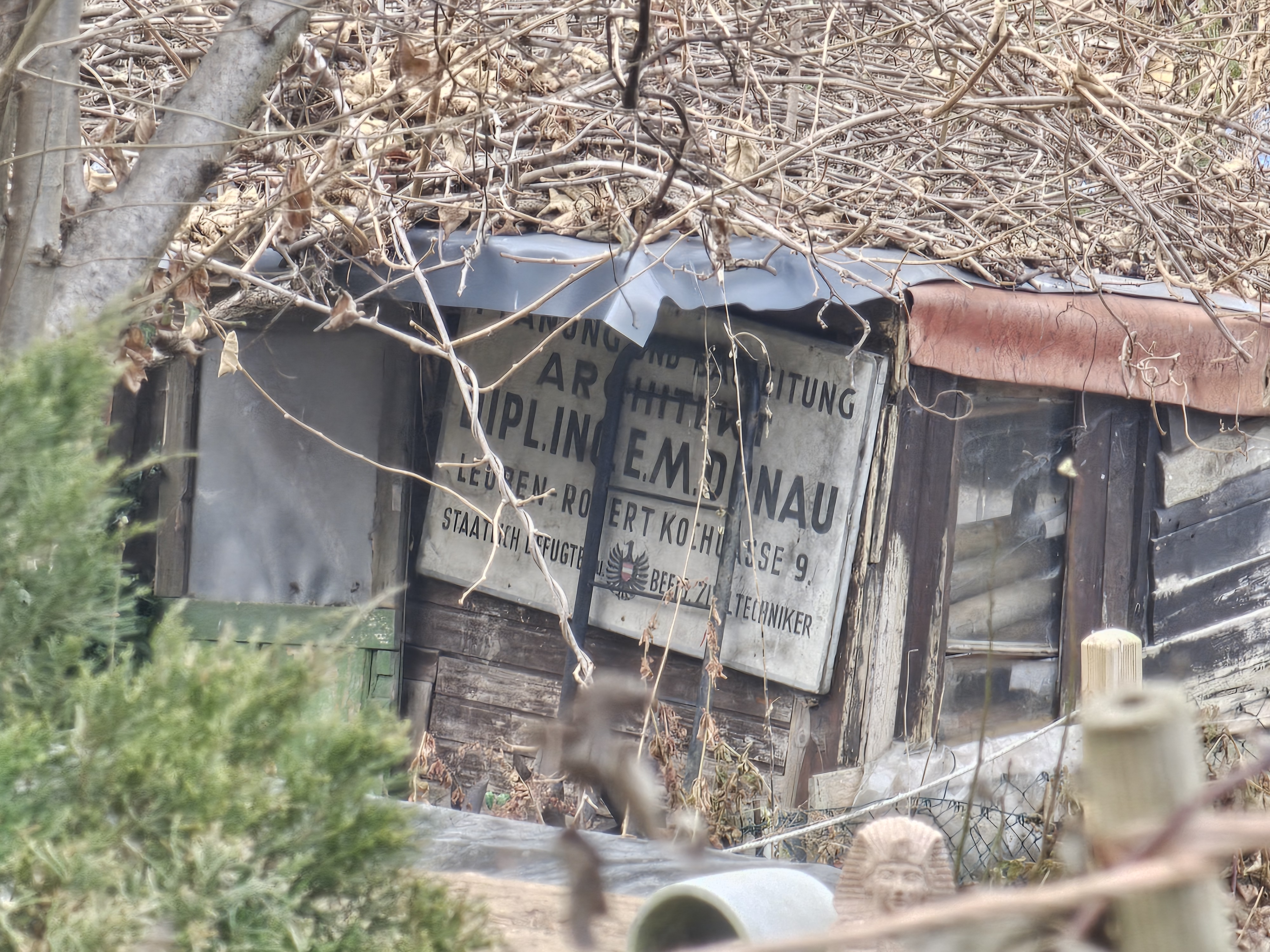
Das einst an einem Bauprojekt angebrachte Schild des für Planung und Bauleitung verantwortlichen Architekten Emmerich Donau an der Außenwand einer Gartenhütte in Leoben. (2025)

Für den Apotheker Peter Vukovits (1930–2015), der zuvor in Addis Abeba und im UNO-Sanitätskontingent im Kongo als Apotheker gearbeitet hatte, ehe er sich 1965 mit einer Apotheke in Mannersdorf am Leithagebirge selbstständig gemacht hatte, plante Emmerich Donau für ein Grundstück, das Vukovits 1971 erworben hatte, eine rund 200 m² große Apotheke im Leobener Stadtteil Göss, die zwischen September 1972 und September 1973 errichtet wurde. Zumindest äußerlich spiegelbildlich entstand im Zeitraum von September 1972 bis Juli 1973 nach Donaus Plänen die baulich mit der Apotheke verbundene Zweigstelle Göss der Sparkasse der Stadt Leoben, die ab 2001 von der Steiermärkischen Sparkasse übernommen wurde. Beide Projekte zusammen kamen auf eine Gesamtbausumme von 8,6 Millionen Schilling. Zeitgleich mit der Fertigstellung dieser beiden Projekte war im September 1973 der Baubeginn eines weiteren Projektes, bei dem der gebürtige Leobener die Planung und Bauleitung innehatte. Rund zehn Jahre nachdem sich die Österreichische Staubbekämpfungsstelle (ÖSBS) der Allgemeine Unfallversicherungsanstalt (AUVA) in Leoben niedergelassen hatte, wurde Donau 1973 mit der Planung und Bauleitung eines Erweiterungsbaus an der Ecke Einödmayergasse/Buchberggasse beauftragt. Bis zum Sommer 1974 entstand auf der Adresse Einödmayergasse 12 für 5,2 Millionen Schilling ein in Ziegelbauweise und einer Massivdecke mit Kaltdachkonstruktion ausgeführter Bau. Das ursprüngliche Gebäude, ein ebenerdiger Bau, war 1963 errichtet und von der ÖSBS bezogen worden. Aufgrund eines gewachsenen Aufgabenbereichs und einer dementsprechend größeren Belegschaft war das ursprüngliche Gebäude zu klein geworden.
Die seit 1953 auch in Leoben ansässige Kaufhaus- und Versandhauskette ModenMüller war 1965 in das Haus Krottendorfergasse 2 übersiedelt und ebendieses wurde unter Donaus Planung und Bauleitung für 2,7 Millionen Schilling durch Einbeziehung der Hoffläche des benachbarten Hauses Hauptplatz 9 und Errichtung eines Verkaufsraumes im Obergeschoß umgebaut und erweitert werden. Neben der Neugestaltung der vorhandenen Verkaufsräume wurde auch der Eingang vergrößert sowie mit einem Warmluftschleier versehen, der Großteil der Auslagen als Durchsichtfenster geschaffen und die Fassade renoviert. Ebenso verantwortlich zeigte sich Donau für die Planung des Baus des Internats der Krankenpflegeschule auf der Adresse Barbaraweg 86 in Leoben, bei der die Gemeinnützigen Bau-, Wohnungs- und Siedlungsgenossenschaft für Leoben und Umgebung als Bauherr die Bauleitung übernommen hatte. Die Gesamtbaukosten des ersten Bauabschnitts mit 121 Betten, der von 1975 bis 1977 errichtet wurde, beliefen sich auf rund 40 Millionen Schilling. Der zweite Abschnitt, der ebenfalls dieselbe Gestaltung und Bettenanzahl wie der erste aufweisen sollte, wurde nie umgesetzt und stattdessen wurde Jahre später ein deutlich kleinerer Zubau errichtet. Für die Planung des zur selben Zeit auf demselben Areal errichteten Personalwohnhauses des LKH Leoben zeigte sich der Stadtbaudirektor Kurt Thornton verantwortlich.
Anfang der 1980er Jahre war Martin Kohlbauer kurzzeitig in Donaus Architekturbüro beschäftigt.
Emmerich Donau, der nach seiner Zeit in Leoben unter anderem in Wien, Güssing und Velden am Wörther See lebte, starb am 24. Juni 2007 im Alter von 84 Jahren in Wien. Die Beerdigung fand in weiterer Folge auf dem Friedhof von Strem im Bezirk Güssing statt. Das Grab seiner Eltern befindet sich auf dem Zentralfriedhof Leoben.

## Realisierungen (Auswahl)
- 1951–1954: Volksschule Leitendorf, Fröbelgasse 3, Leoben (Sanierung und Erweiterung ab 2025)
- 1952: Ostseitiger Zubau bei der Leobner Hütte, Osthang des Polsters (Gemeindegebiet von Vordernberg)
- 1953: Geschäfts- und Portalumbau des Technischen Kaufhauses Leoben, Waasenplatz 1, Leoben
- 1953: Portalumbau des Kaufhauses Gande, Straußgasse 10, Leoben
- 1953/54: Erweiterungsbau des Städtischen Altersheims in Donawitz, Pestalozzistraße 29, Leoben (existiert heute (Stand: 2025) nicht mehr und wurde zwischenzeitlich durch einen niedrigeren Neubau mit Seniorenwohnungen ersetzt)
- 1955: Um- und Aufbau des Hotel Kindler, Straußgasse 7–11, Leoben
- 1955/56[9]: Berg- und Hüttenschule Leoben mit Internat (heute HTL Leoben), Max-Tendler-Straße 3, Leoben
- 1957–1960: Wohn- und Geschäftshaus Murdampfer, Waasenstraße 1 + 3, Leoben (aufgrund des stirnseitig angebrachten Murals von Helmut Kand und die Mauersegler (Kurt Neuhold, Arturo Peña-Velarde, Christine Ulm) aus dem Jahr 1993 auch als Seerosenhaus bekannt)
- 1959–1961[32]: Verwaltungsgebäude des Werkes Zeltweg der ÖAMG, Alpinestraße 1, Zeltweg (um 2017/18 saniert)[55]
- 1961–1962: Studentenheim und Stadtsaal, Peter-Tunner-Straße 13 + 17, Leoben
- 1962–1964: Verwaltungsgebäude sowie Gasthaus- und Hotelbetrieb der Brauerei Göss („Gösser Bräu“), Turmgasse 3, Leoben
- 1964–1965: Textilfabrikanlagen für die Firma Mäser, Dorfstraße 9, Leoben
- 1960er: Verwaltungs- und Lagergebäude der ADEG, Leoben (existiert heute (Stand: 2025) nicht mehr und lag im Bereich Zirkusstraße/Ferdinand-Hanusch-Straße neben dem damaligen Milchhof, auf dem Areal des heutigen Fachmarktzentrums „Star Center“)
- 1967–1969: mit Georg Lippert: Haus des Buches und Studentenheim Vindobona, Laudongasse 36/Skodagasse 20, Wien
- 1971–1973: City Kaufhaus, Hauptplatz 19, Leoben
- 1972–1973: Apotheke Göss und Zweigstelle Göss der Sparkasse Leoben, Turmgasse 7 + 7a (2020 wurde aus der Bankfiliale eine Arztpraxis)
- 1973–1974: Erweiterung Österreichische Staubbekämpfungsstelle (ÖSBS), Einödmayergasse 12, Leoben
- 1975: Geschäftsumbau und Erweiterung ModenMüller, Krottendorfergasse 2, Leoben
- 1975–1977: Internat der Krankenpflegeschule, 1. Bauabschnitt, 121 Betten, Barbaraweg 86, Leoben (Anmerkung: Der zweite Abschnitt, der ebenfalls dieselbe Gestaltung und Bettenanzahl wie der erste aufweisen sollte, wurde nie umgesetzt und stattdessen wurde Jahre später ein deutlich kleinerer Zubau errichtet.)
- zahlreiche weitere Wohn- und Geschäftsbauten in Leoben

## Galerie

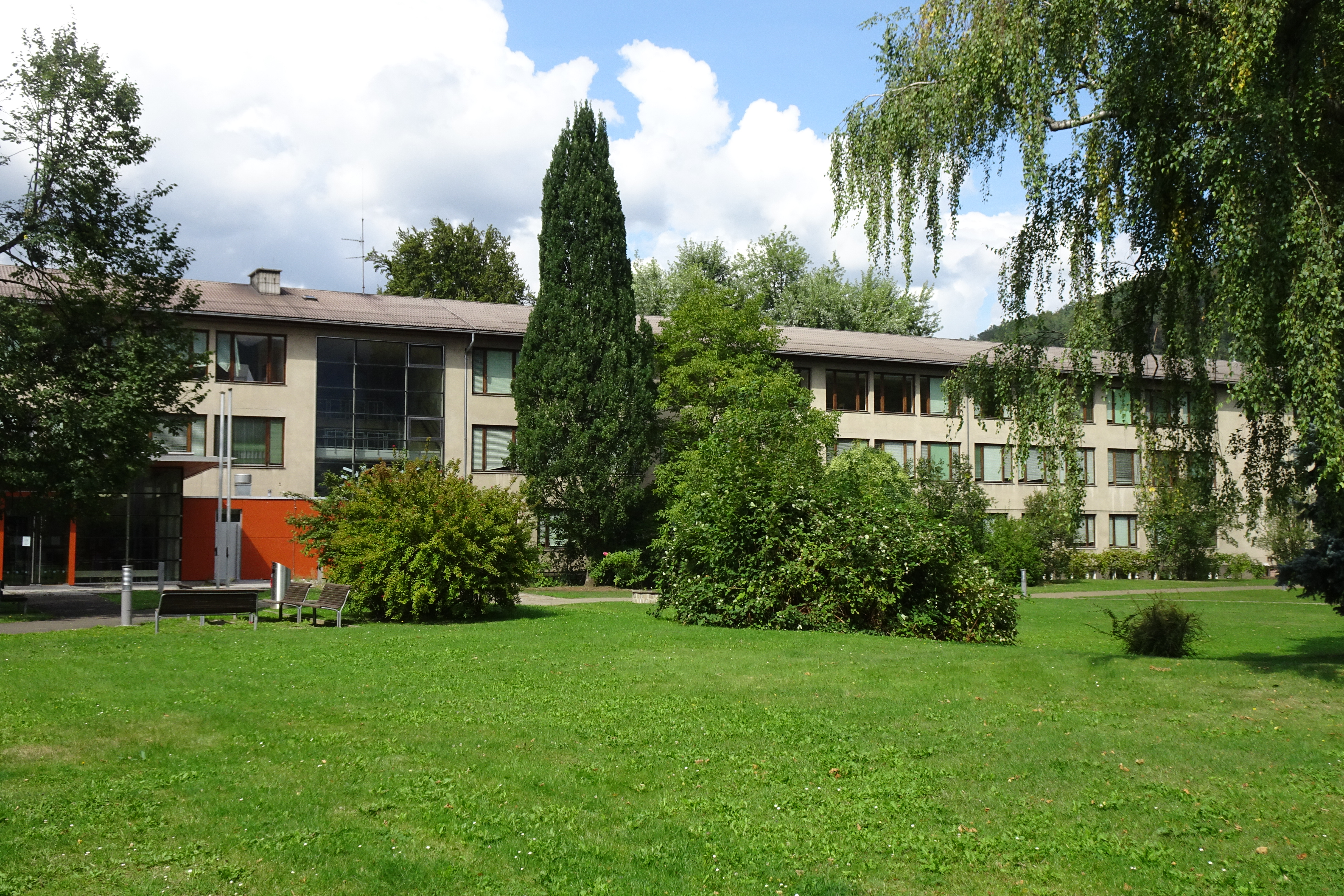
1951–1954: Volksschule Leitendorf, Leoben (2022)
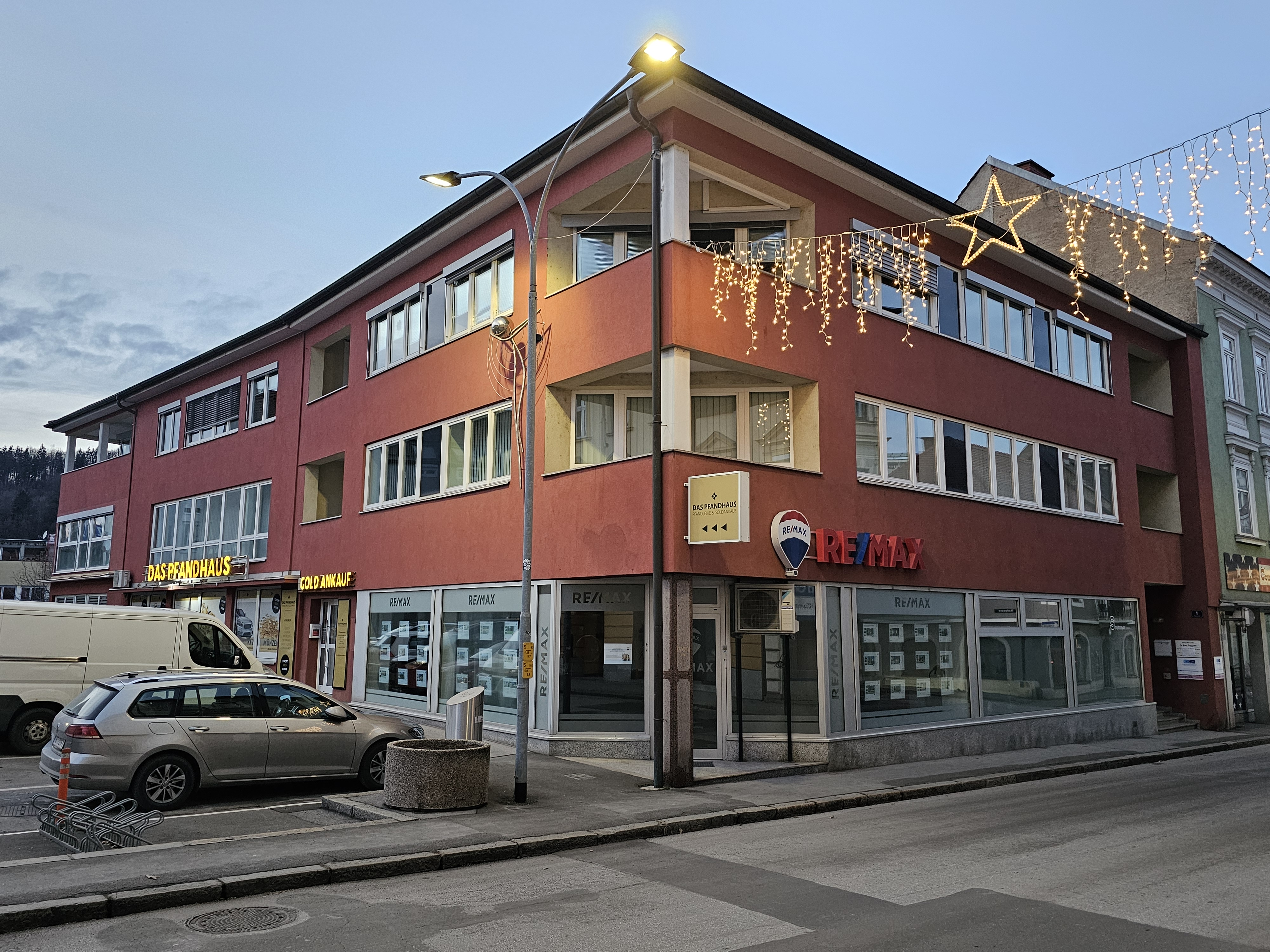
1953: Geschäfts- und Portalumbau des Technischen Kaufhauses Leoben (2025; letzter größerer Umbau und Erweiterung: 1998)
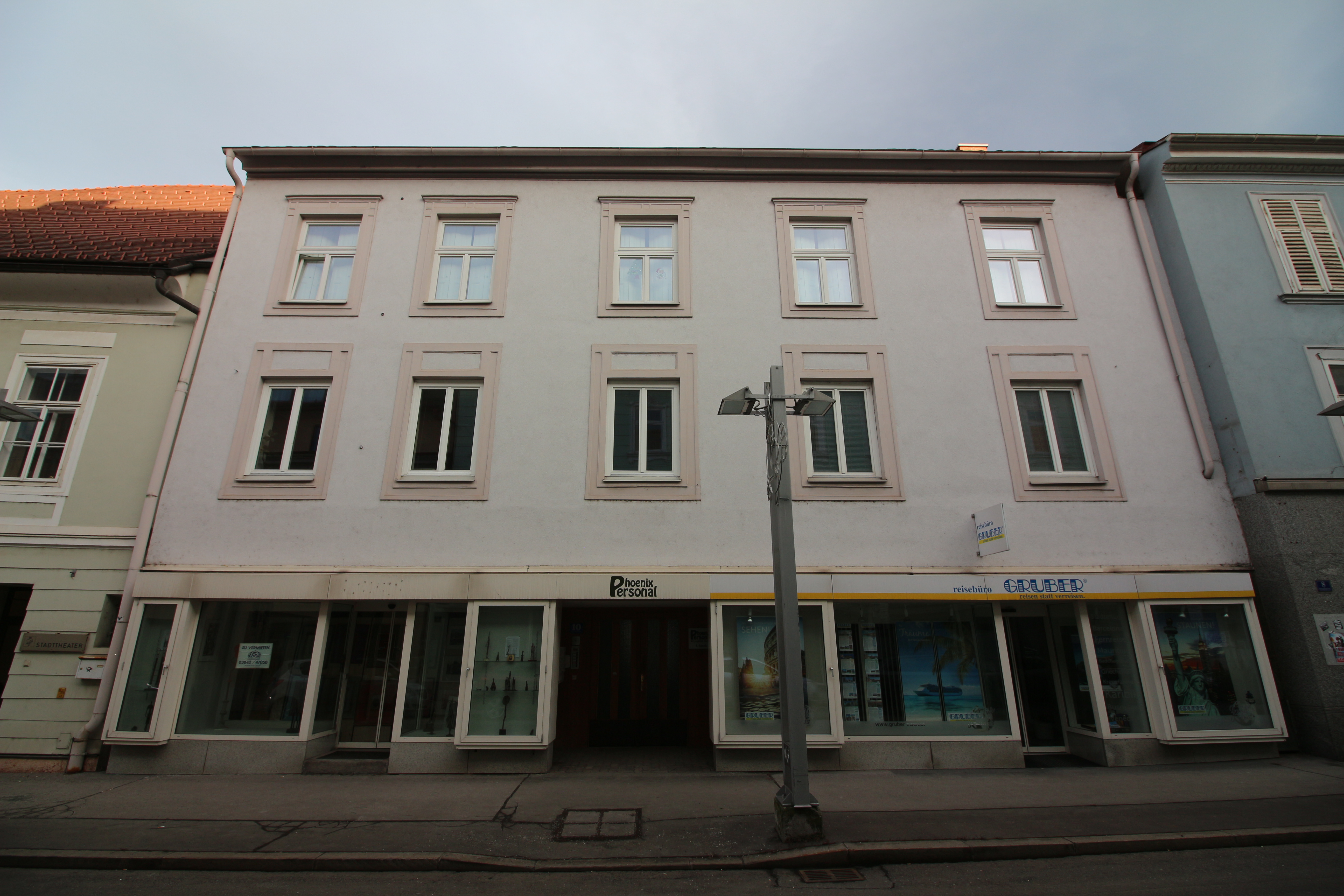
1953: Portalumbau des damaligen Kaufhauses Gande, Leoben (2025)
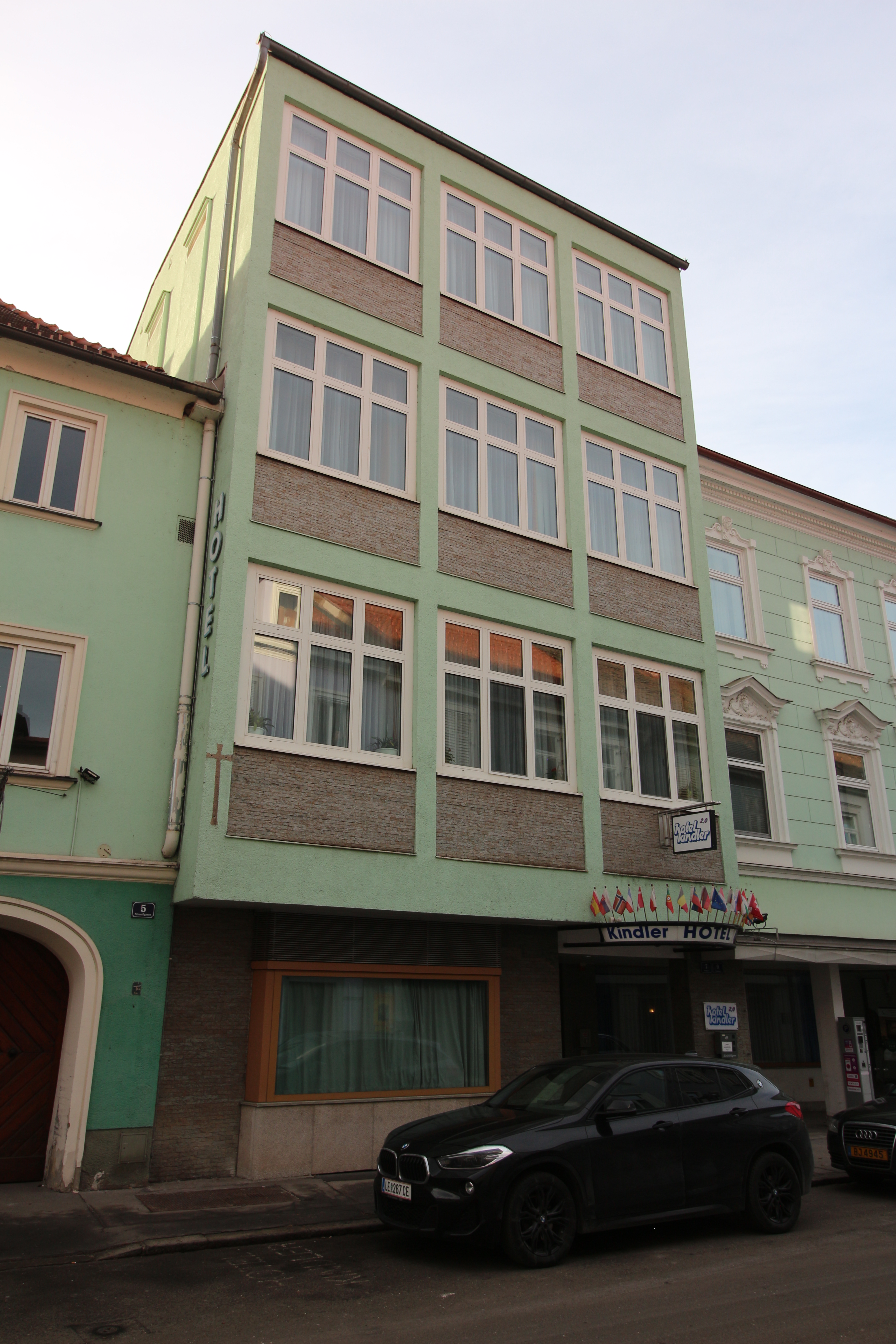
1955: Um- und Aufbau des Hotel Kindler, Leoben (2025)
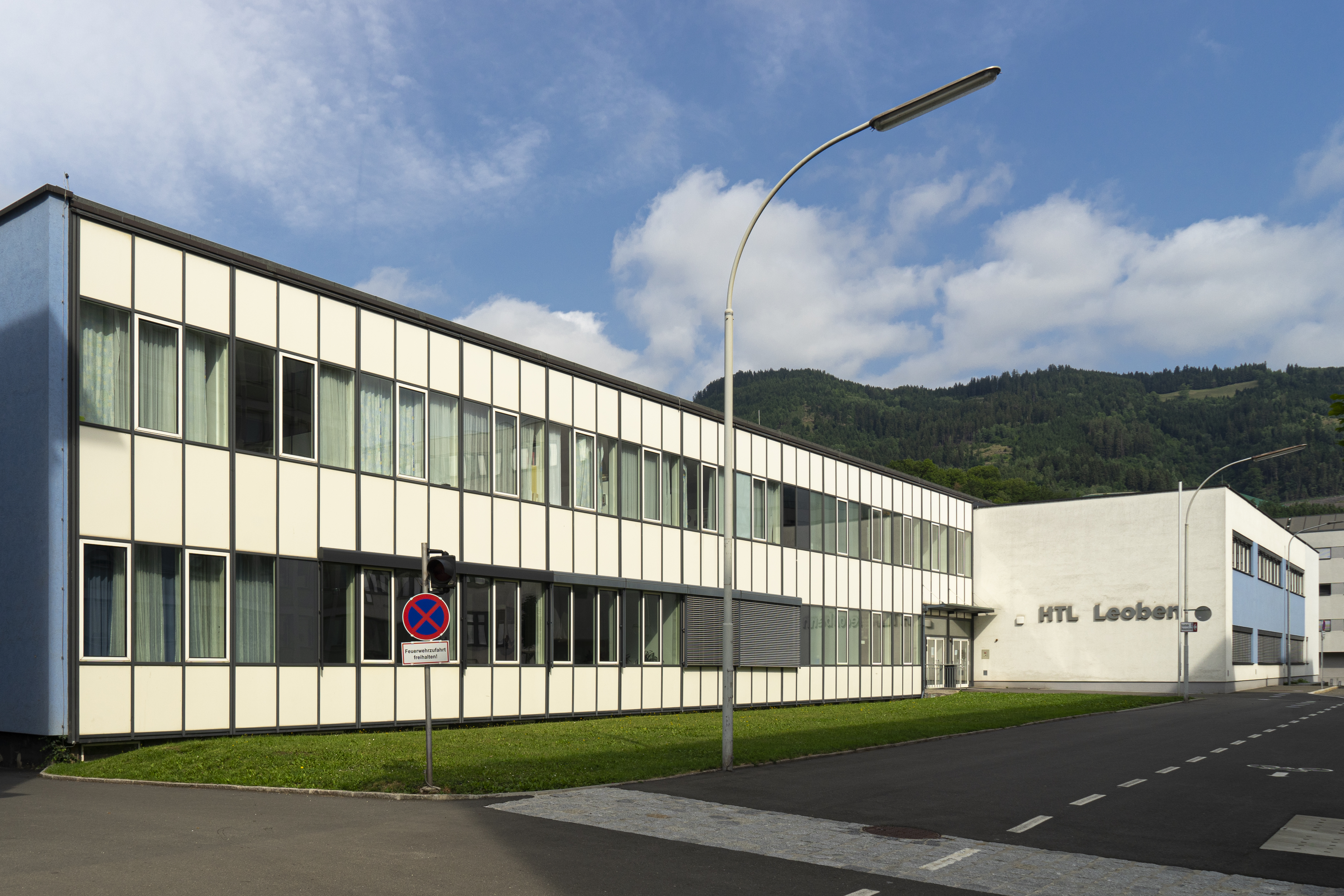
1955/56[9]: HTL Leoben (2021)
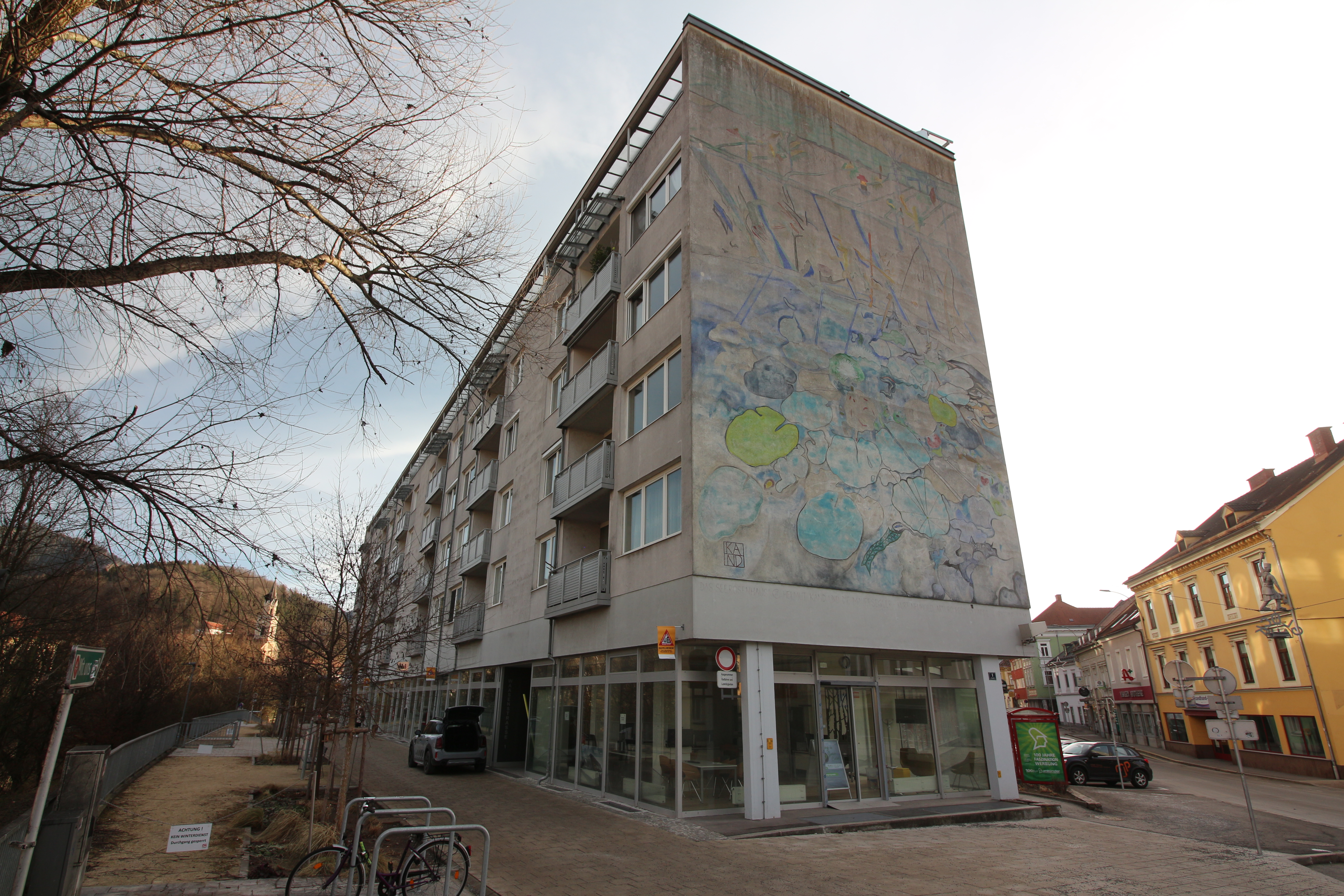
1957–1960: Wohn- und Geschäftshaus Murdampfer, Leoben (2025)
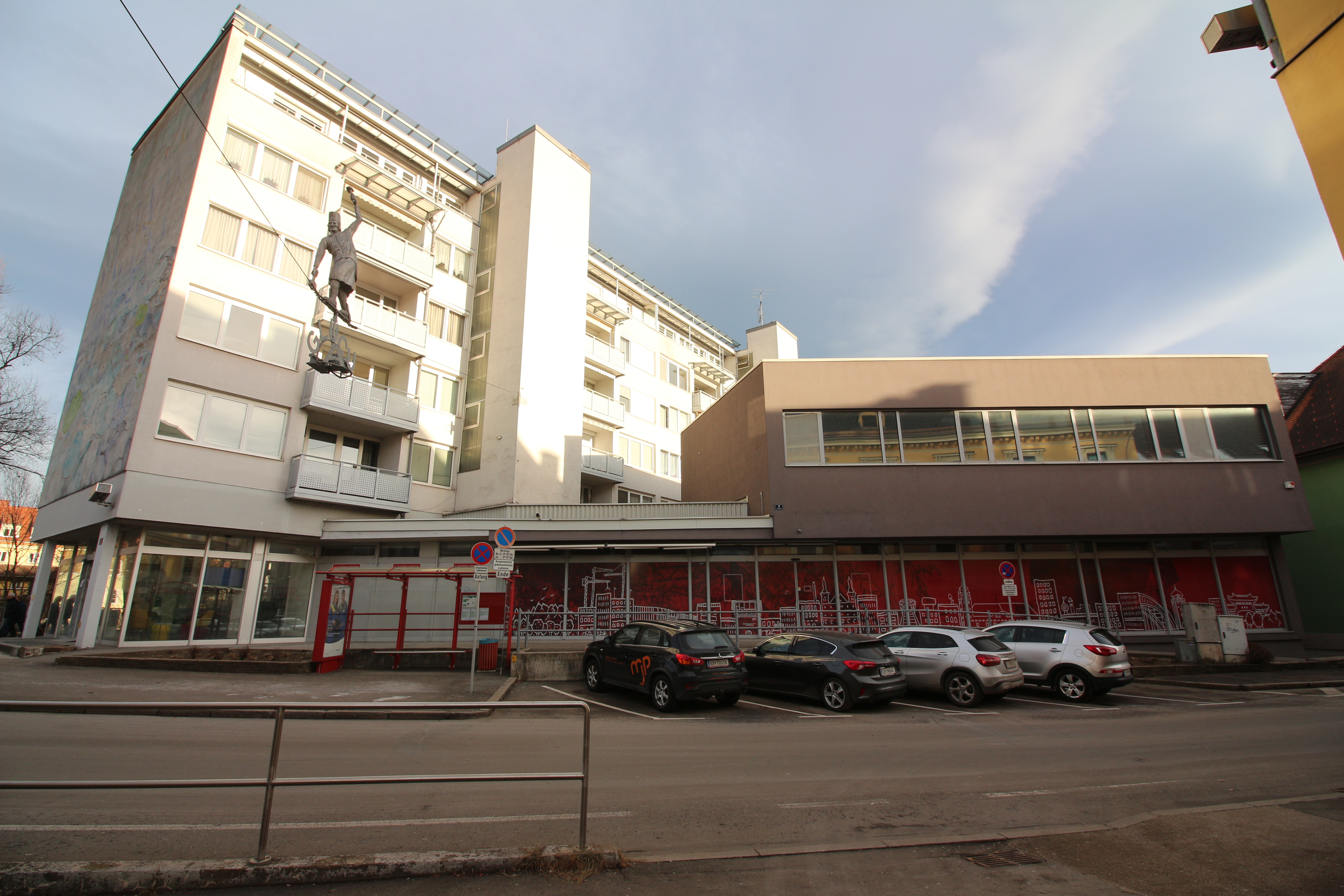
1957–1960: zum Wohn- und Geschäftshaus Murdampfer gehörende zusätzliche Geschäftsfläche (2025)
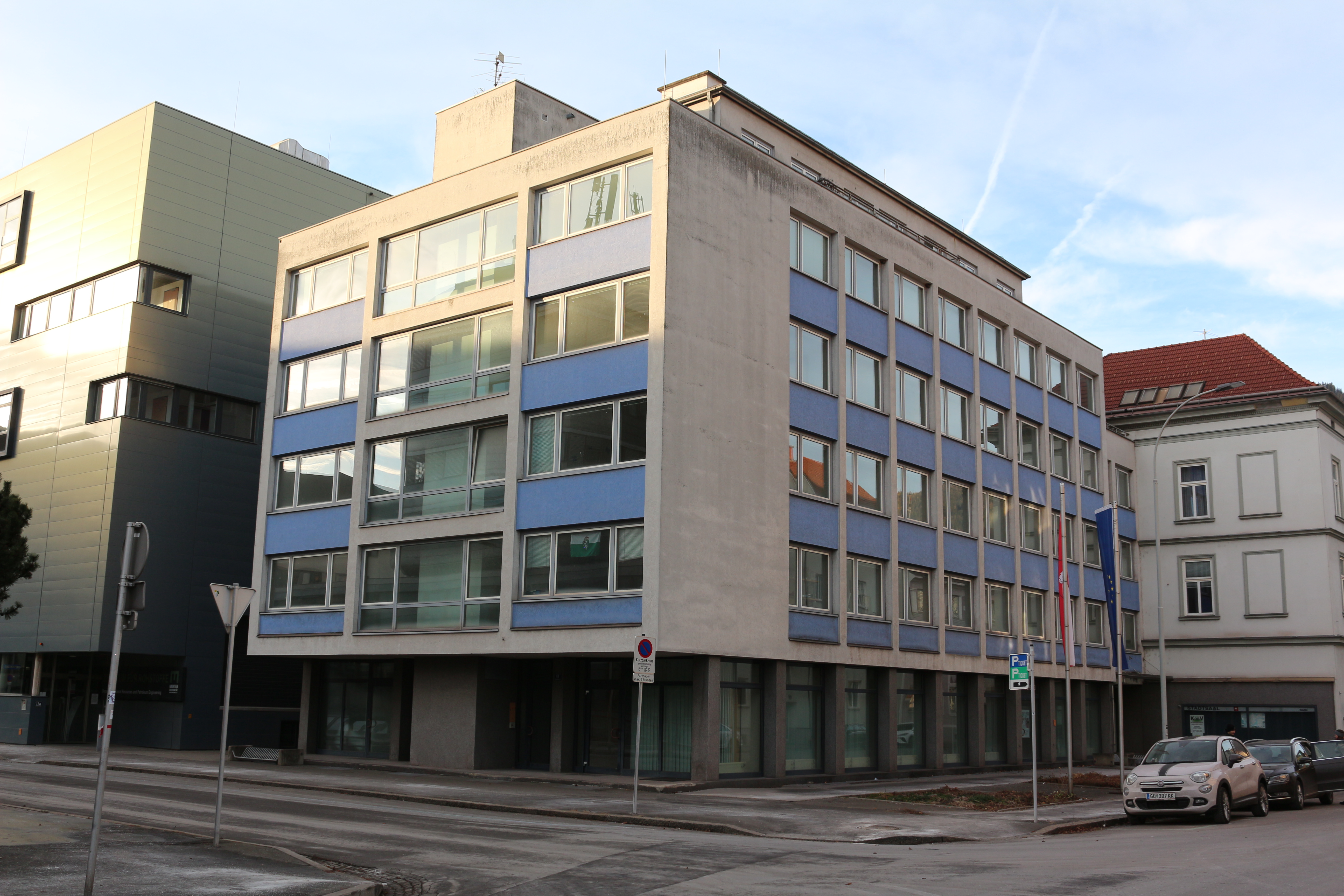
1961–1962: Studentenheim und Stadtsaal, Peter-Tunner-Straße 13 + 17, Leoben (2025)
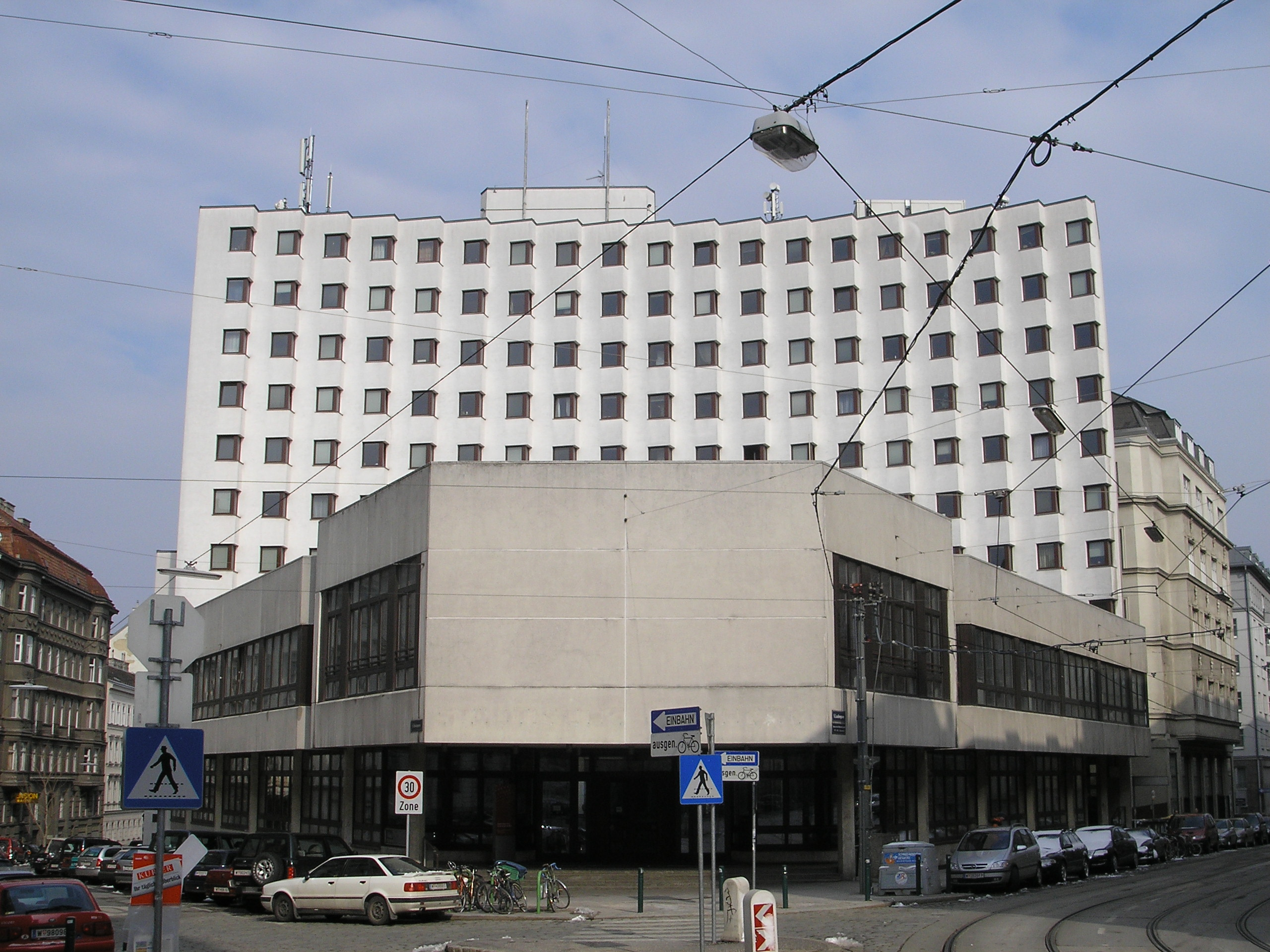
1967–1969: Haus des Buches und dahinterliegendes Studentenheim Vindobona, Wien (2006)
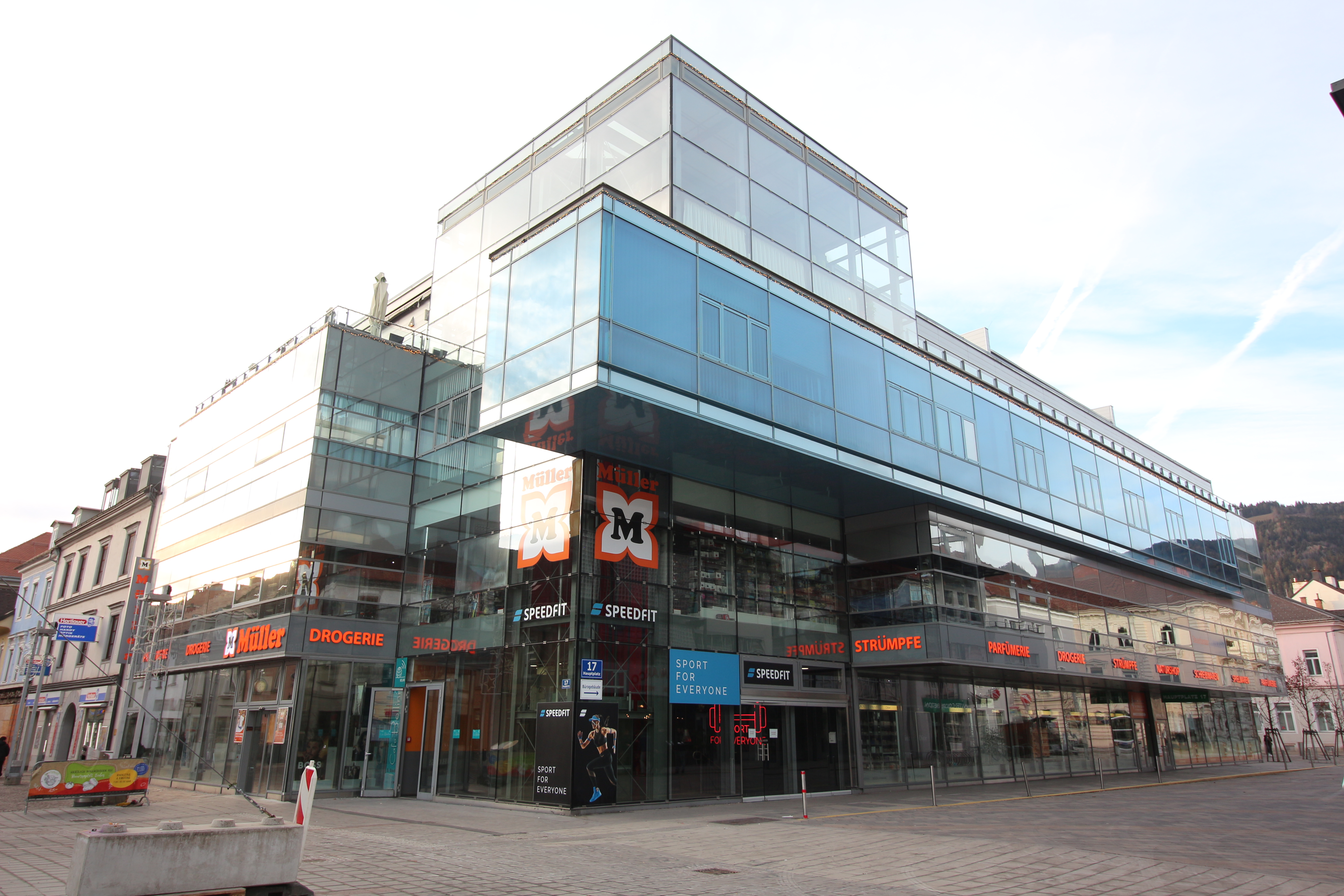
1971–1973: City Kaufhaus, Leoben (2025; hier zu sehen: der Zustand nach dem Umbau 2001)
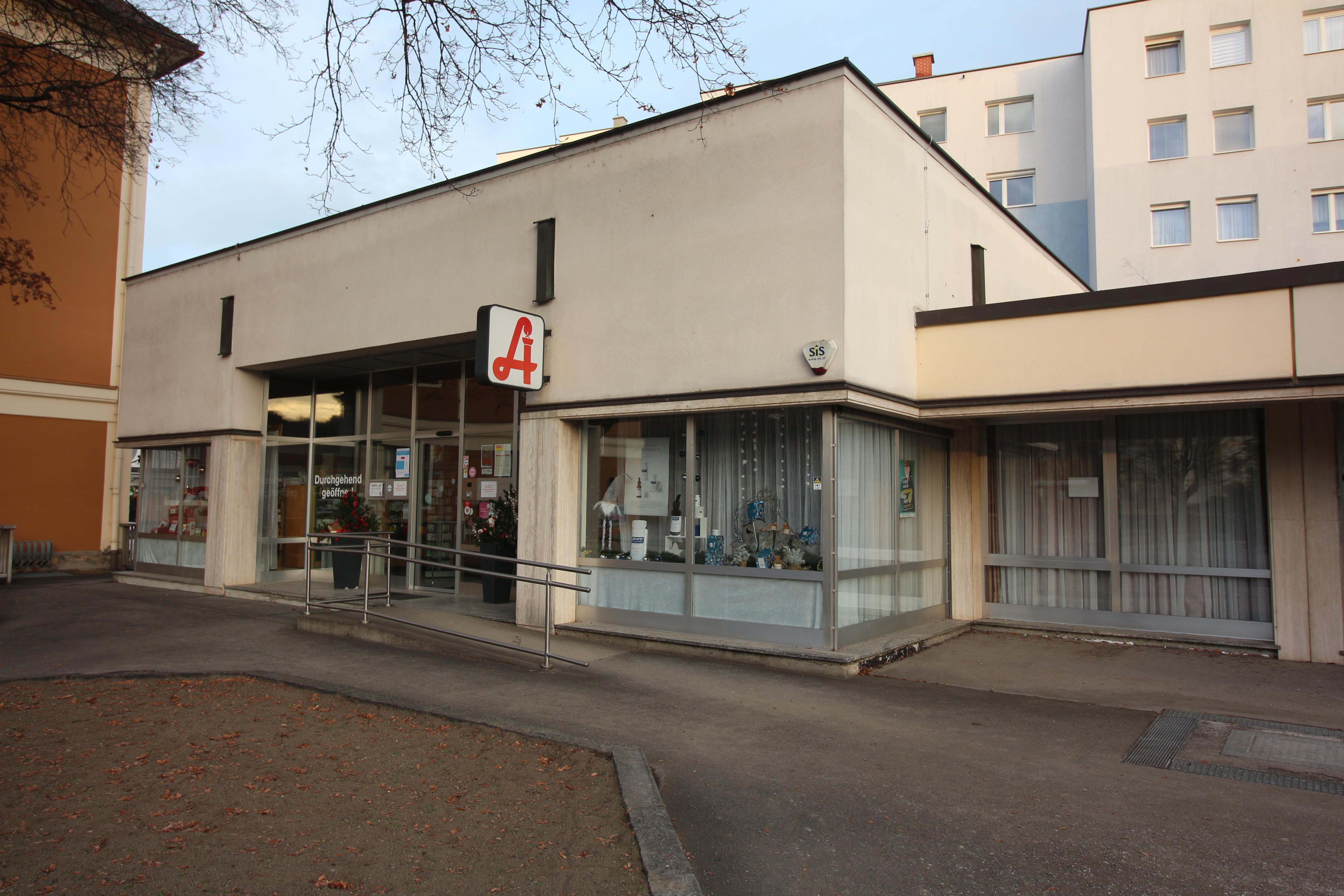
1972–1973: Apotheke Göss, Leoben (2025)
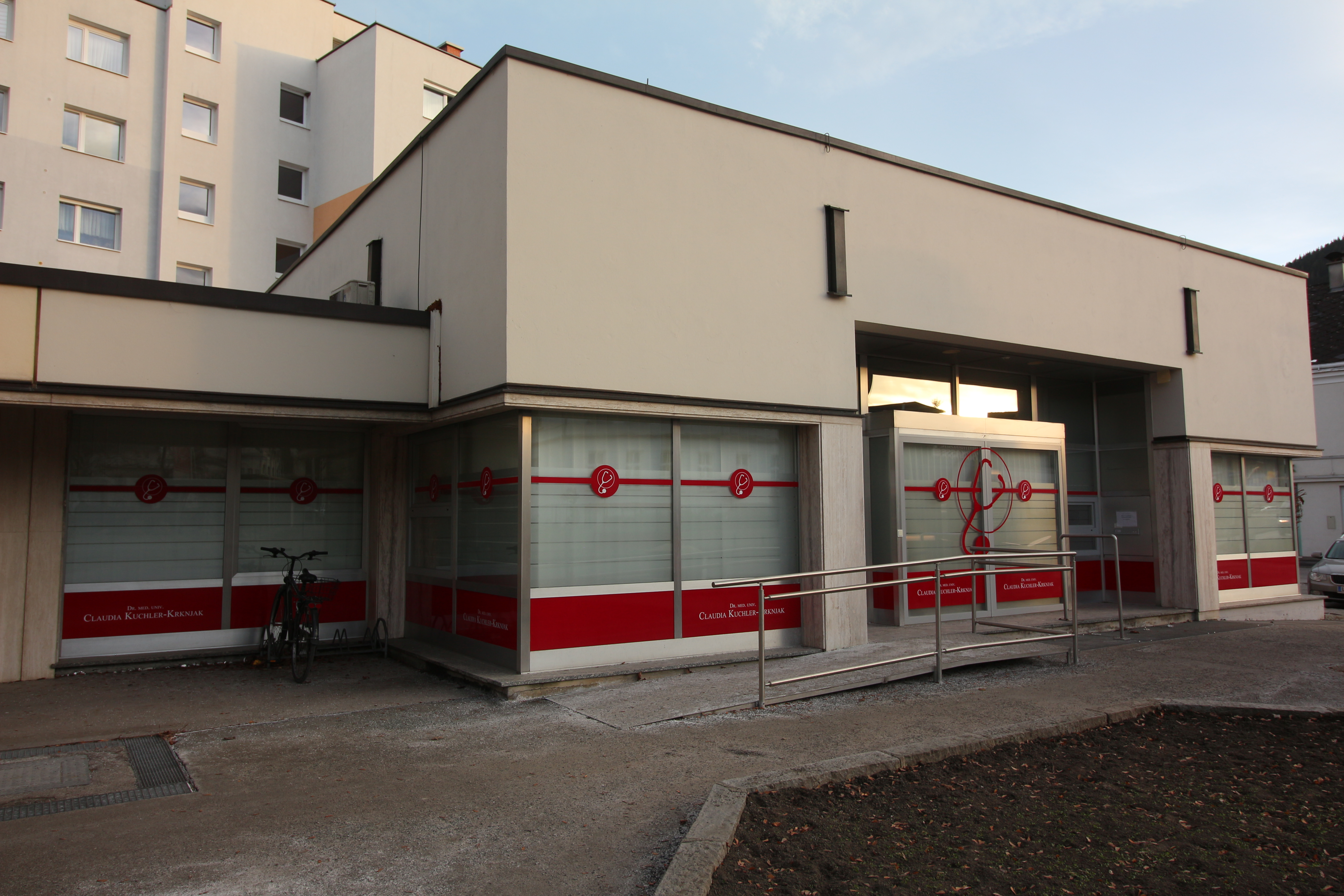
1972–1973: ehem. Sparkassen-Zweigstelle Göss, heute eine Arztpraxis (2025)
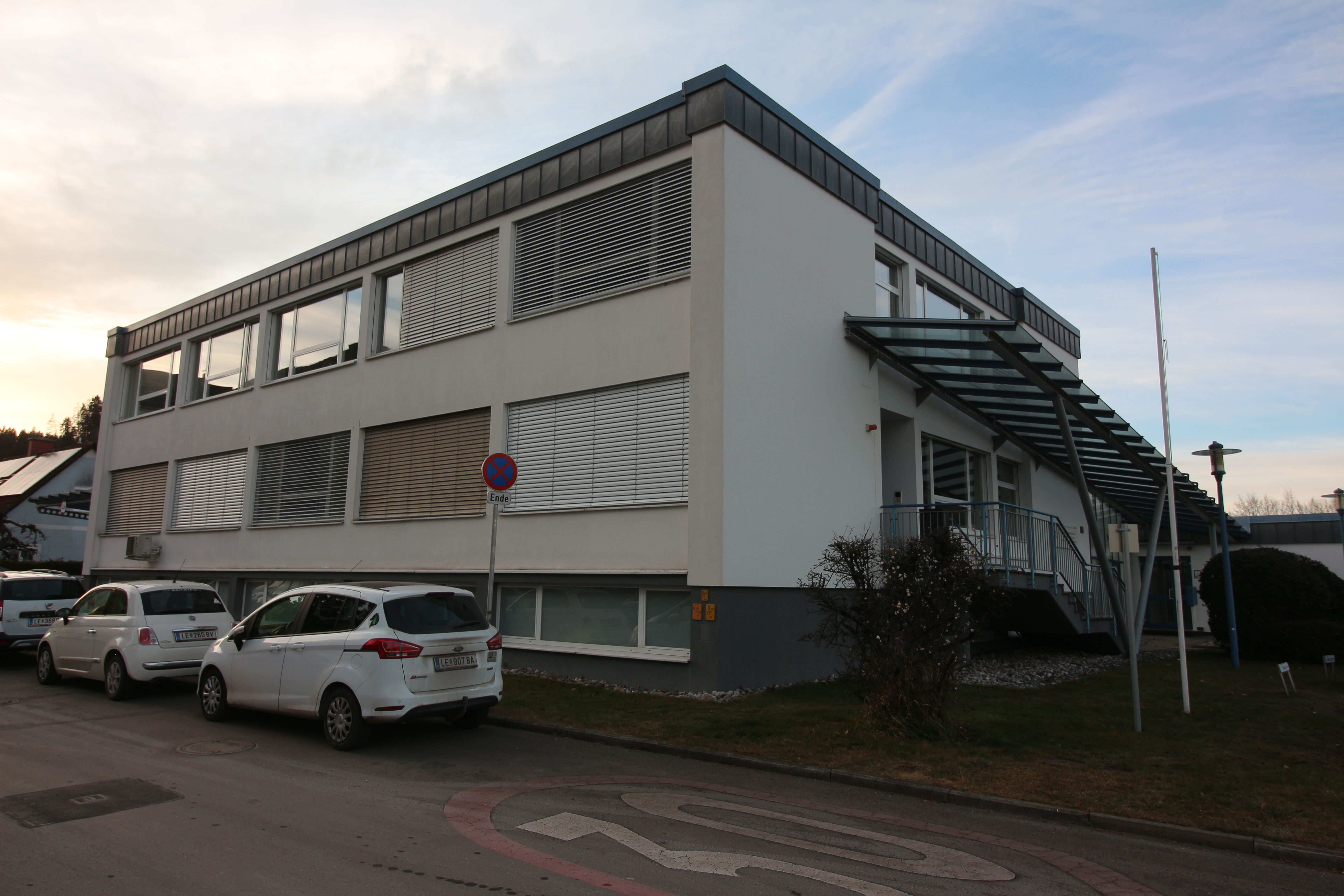
1973–1974: Erweiterung Österreichische Staubbekämpfungsstelle (ÖSBS), Leoben (2025)
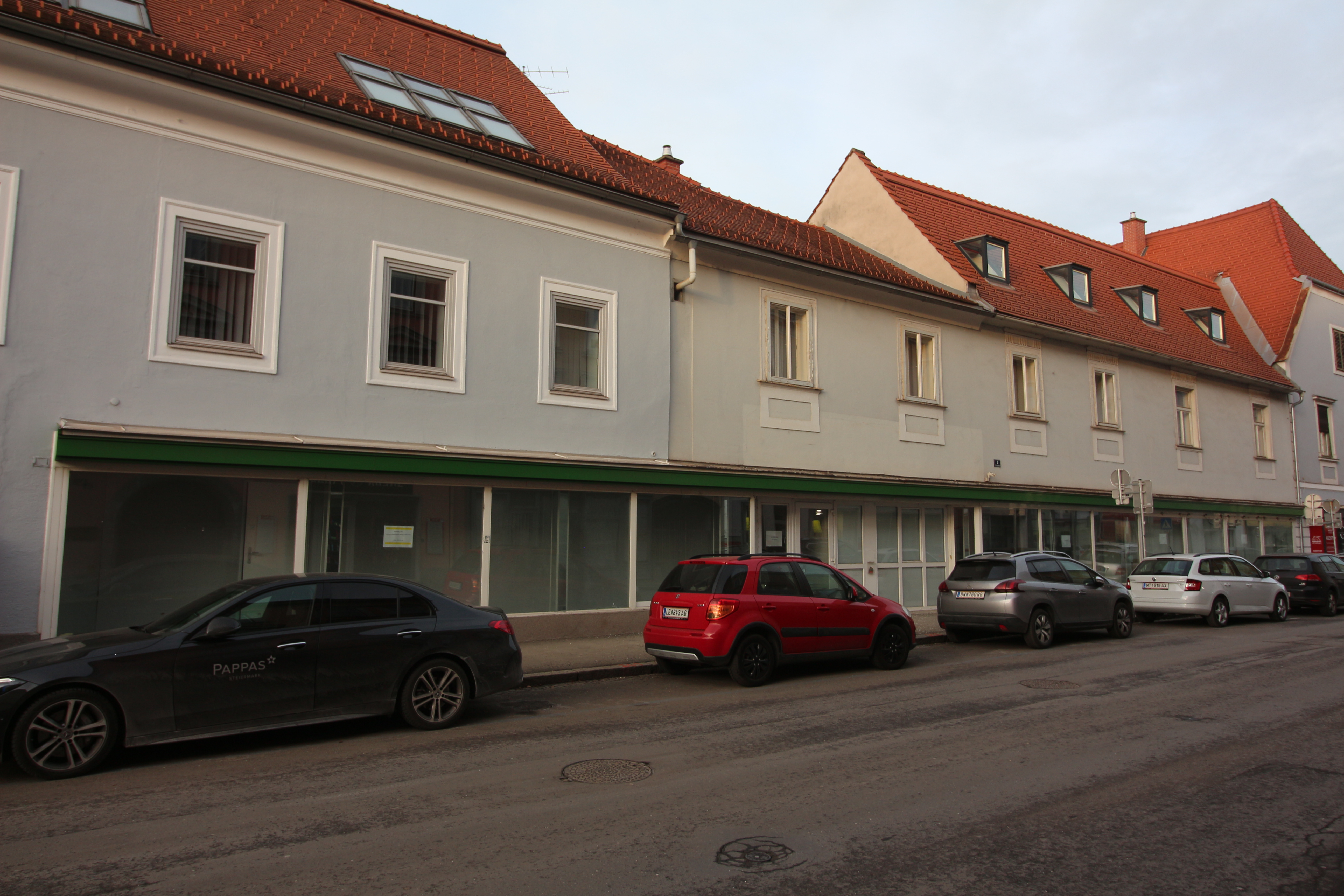
1975: Geschäftsumbau und Erweiterung der damaligen Filiale der Kaufhaus- und Versandhauskette ModenMüller, Leoben (2025)
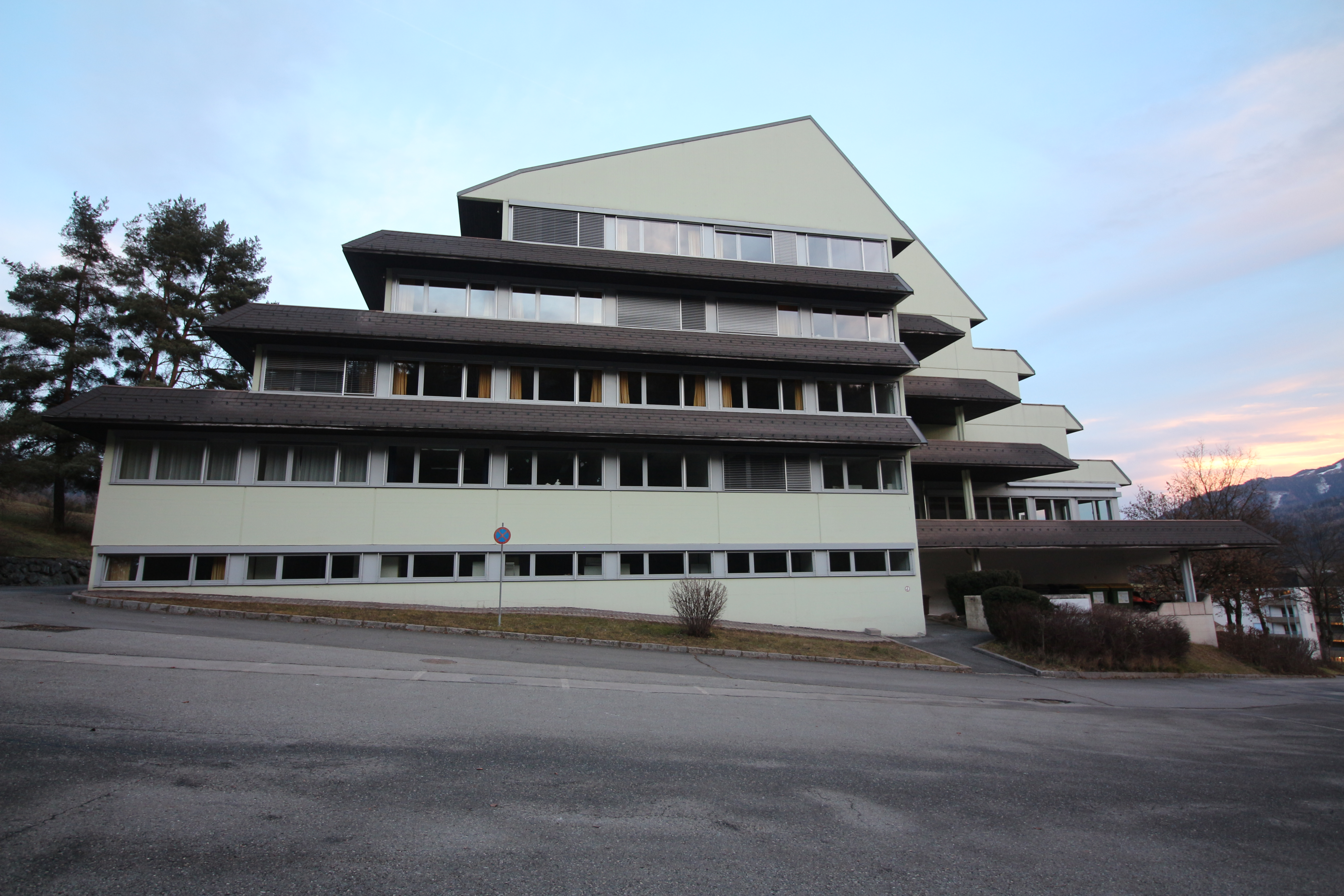
1975–1977: Internat der Krankenpflegeschule, Leoben (2025)